# Тіздар
Тіздар (друга назва — Синя Балка) — грязьовий вулкан, розташований в селищі За Родіну Темрюкського району Краснодарського краю.
Кратер розташований в 50 м від Азовського моря. Розміри озера в кратері — 15-20 м, глибина кратера вулкану близько одного метра. На дні є лікувальна грязь з високим вмістом сірководню, брому і йоду.